# Ханнан
Ханна́н (яп. 阪南市, はんなんし, МФА: [han̚.naɴ ɕi̥]?) — місто в Японії, в префектурі Осака.     Отримало статус міста 1991 року. Площа становить 36,10 км². Станом на 1 липня 2012 року населення складало 56 073  осіб, густота населення — 1550 осіб/км².     

## Демографія
Згідно з даними перепису Японії, населення Ханнан збільшувалось до початку 2000-х років, після чого почалось скорочення. Станом на 1 жовтня 2020 року населення складало 51 254 особи, густота населення — 1417 осіб/км².

## Історія
Ханнан отримав статус міста 1 жовтня 1991 року.